# Theodor Bastard
Theodor Bastard é uma banda russa criada em 1996 e a primeira daquele país a utilizar vários estilos numa só música, como o ethno-gothic, trip-hop, entre outros.
As primeiras músicas foram marcadas pela construção não harmónica (ou sem progressão musical definida) da melodia, sendo a banda considerada uma criadora de sons completamente fora do vulgar.
Durante os últimos cinco anos, o grupo criou músicas baseadas em coisas sobrenaturais, na desumanização da consciência e na mecanização da natureza. O efeito psicológico destas músicas é semelhante ao trance.
Começou por ser um projecto de Fedor Svolotch (Федор Сволочь) em 1996, mas só em 1999 se estabeleceu como banda, adoptando o nome Theodor Bastard. Ainda hoje é composta pelos cinco elementos, sendo eles Fedor Svolotch, Yana Veva (Яна Вева), Kusas (Кусас), Andy Vladich (Энди Владич) e Alexey Kalinovskiy (Алексей Калиновский).

## Discografia
- 1996 — «Восемь способов добиться леди» (Fulldozer)
- 1999 — «Wave Save» (Fulldozer)
- 2000 — «Agorafobia» (Fulldozer)
- 2000 — «Live In Heaven» (Fulldozer)
- 2002 — «BossaNova_Trip» (Species Of Fishes/Planktone)
- 2004 — «Pustota» (Fulldozer/Pandaimonium/The Art records)
- 2006 — «Sueta» (Manchester)
- 2008 — «Beloe: Hunting for fierce beasts» (Code Records)
- 2009 — «Beloe: Premonitions and Dreams»
- 2010 — «Tapachula» (single, Theo Studio)
- 2012 — «Oikoumene»
- 2015 — «Vetvi»